# 布雷萨诺内主教座堂
布雷萨诺内圣母升天及圣卡西亚诺主教座堂（Duomo di Santa Maria Assunta e San Cassiano di Bressanone）是天主教博尔扎诺-布雷萨诺内教区的主教座堂，位于意大利北部布雷萨诺内。

## 历史
该堂建于10世纪，为罗马式建筑。

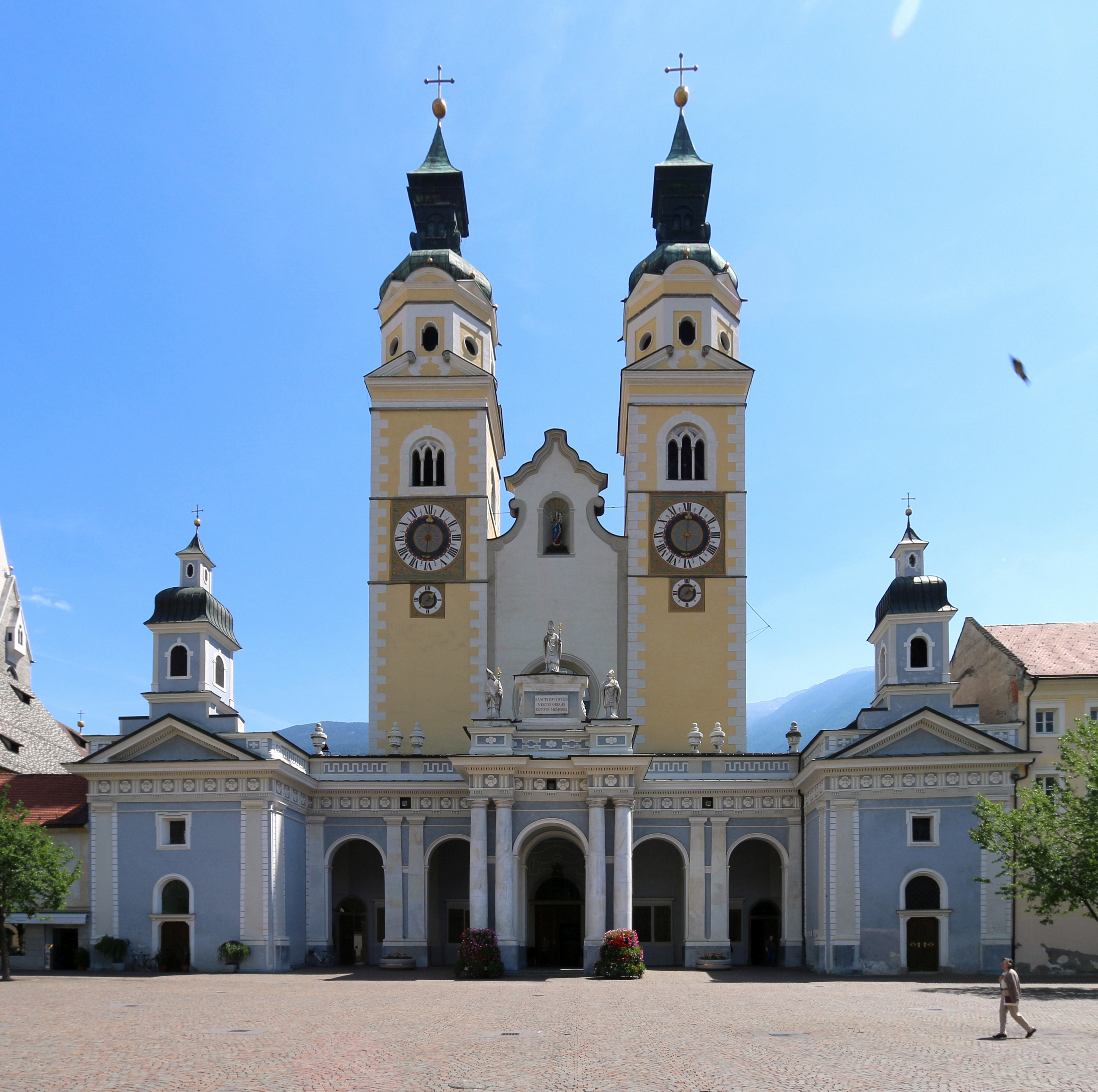

1745-1754年，采邑主教将其改建为今日所见的巴洛克风格。1758年祝圣。
1950年，该堂成为宗座圣殿。
2009年，堂内有与该市有关的三位教宗的牧徽：達馬蘇斯二世、庇护六世和本笃十六世。

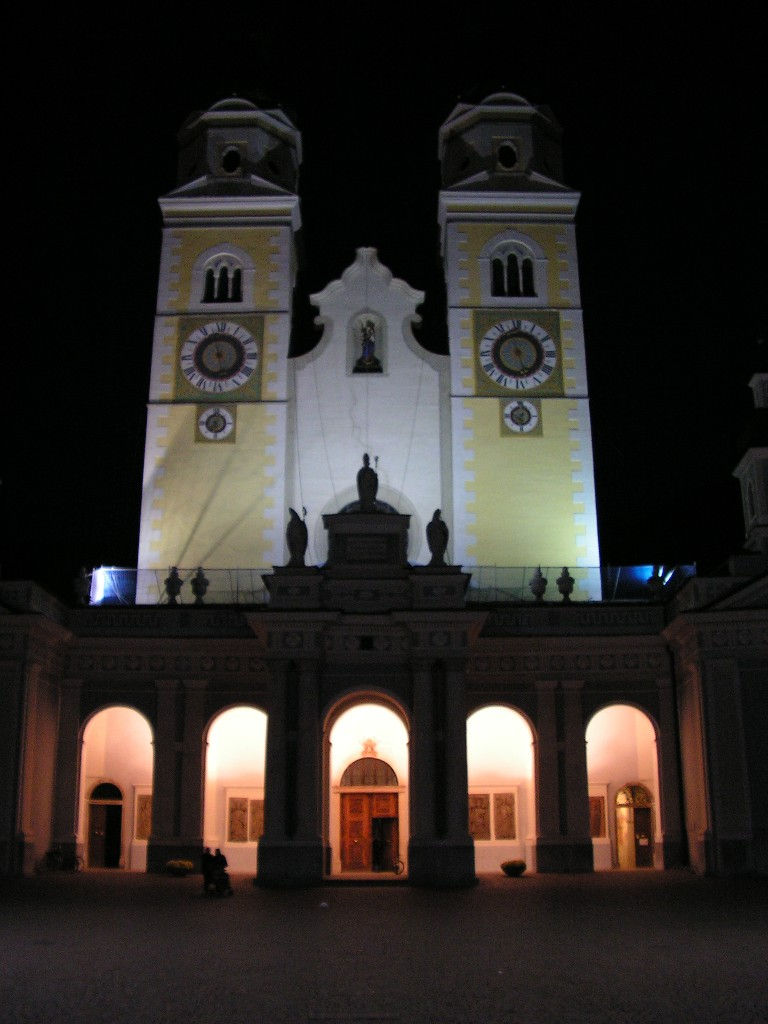
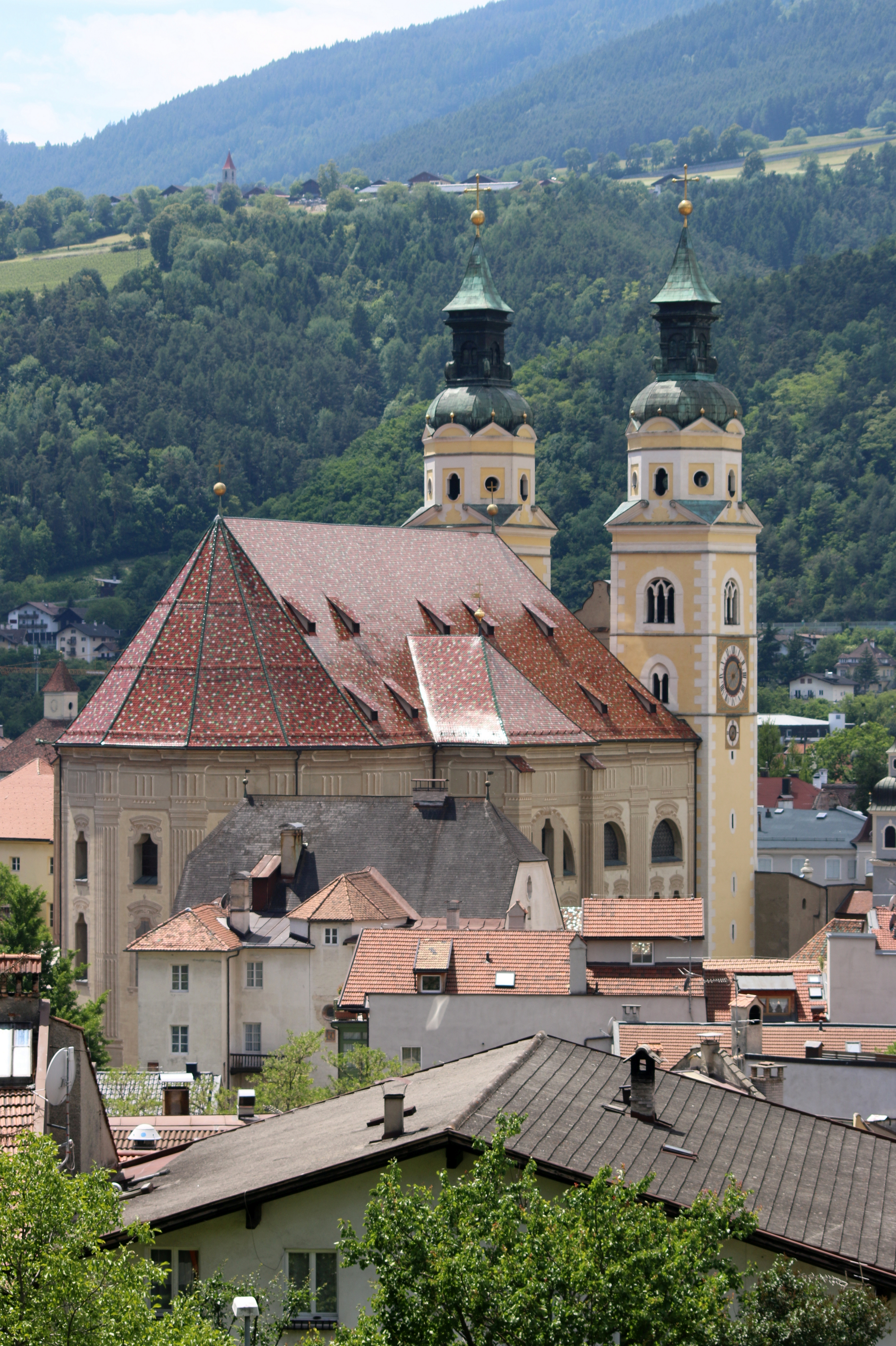
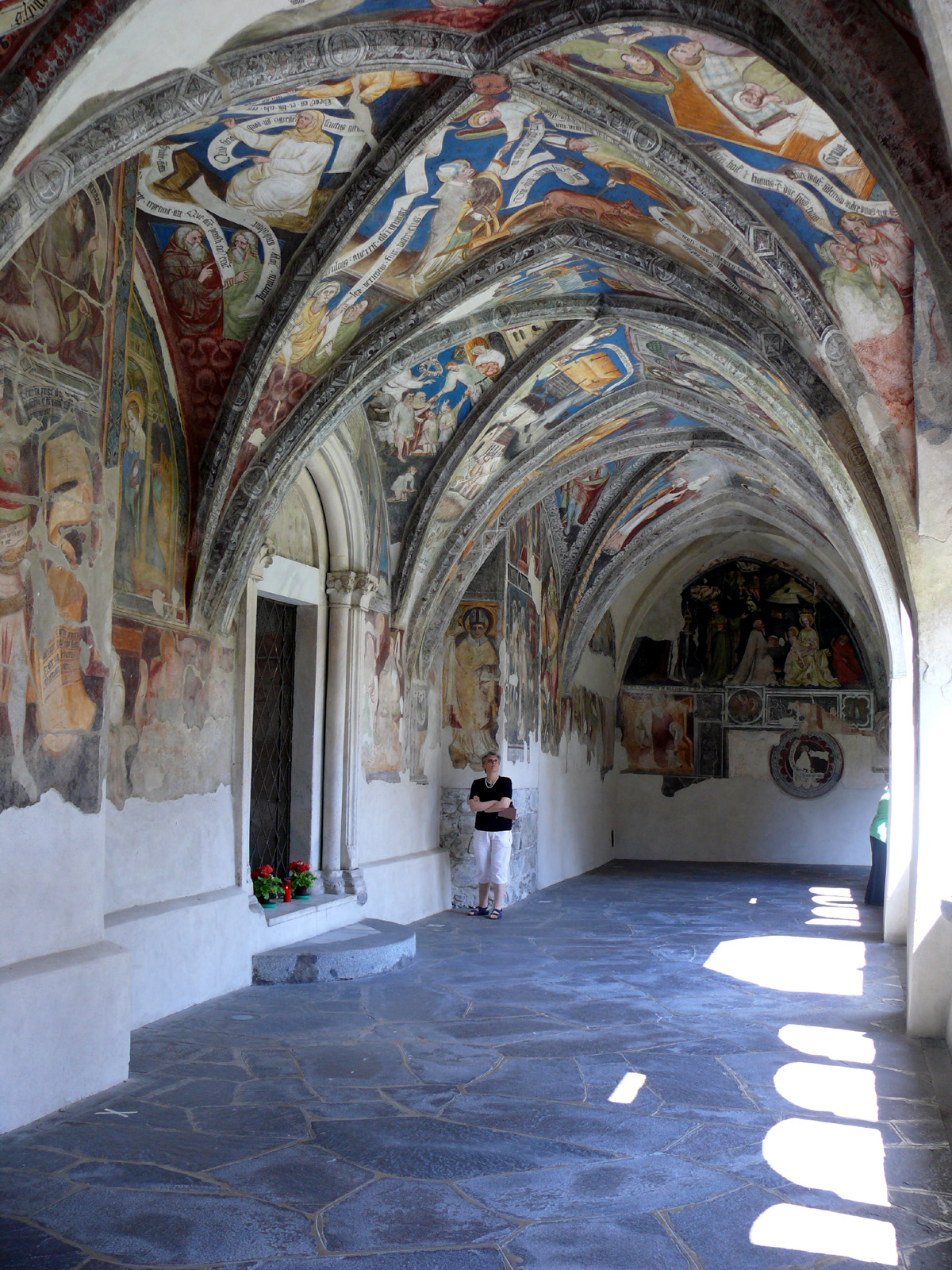
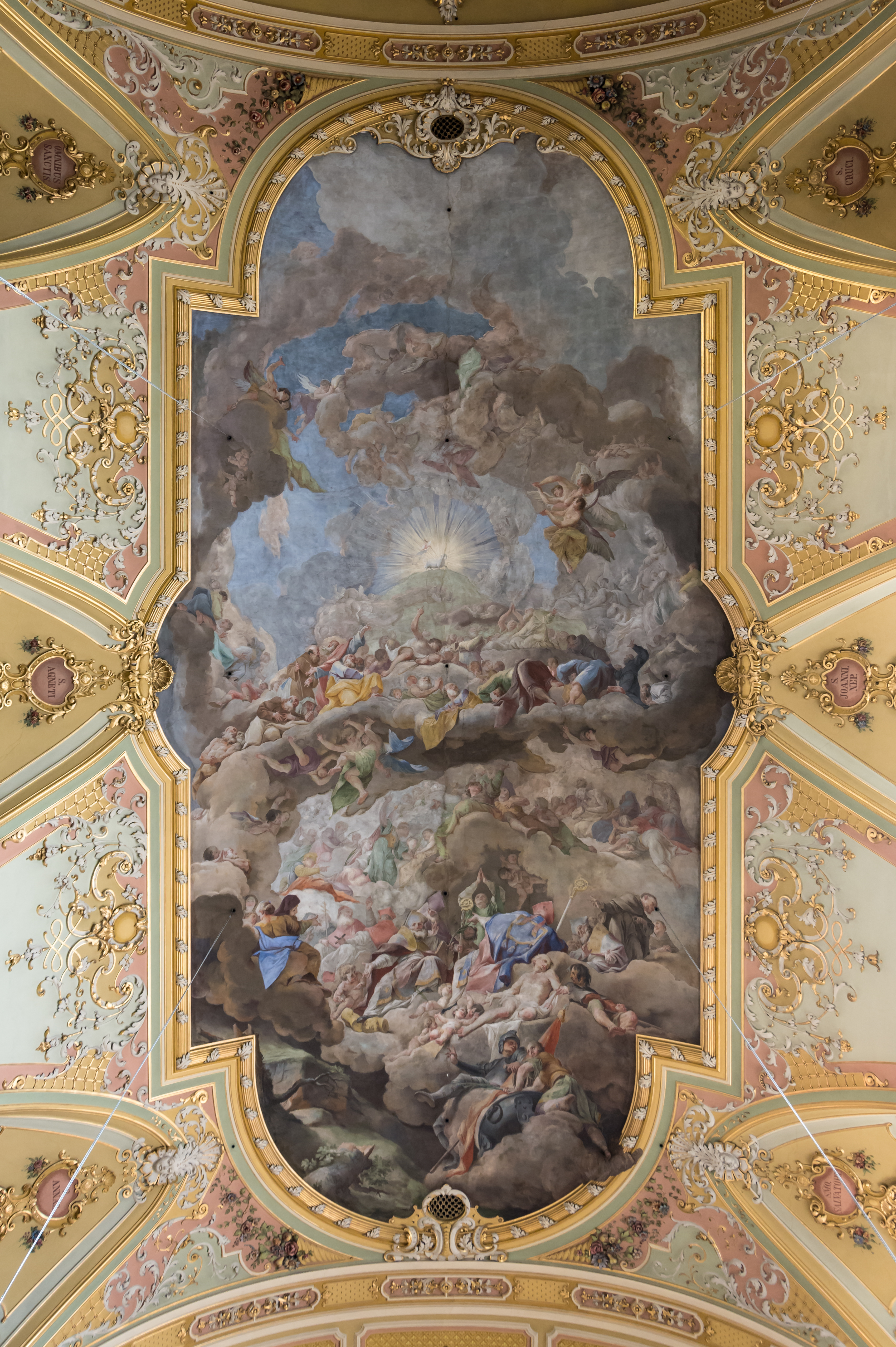
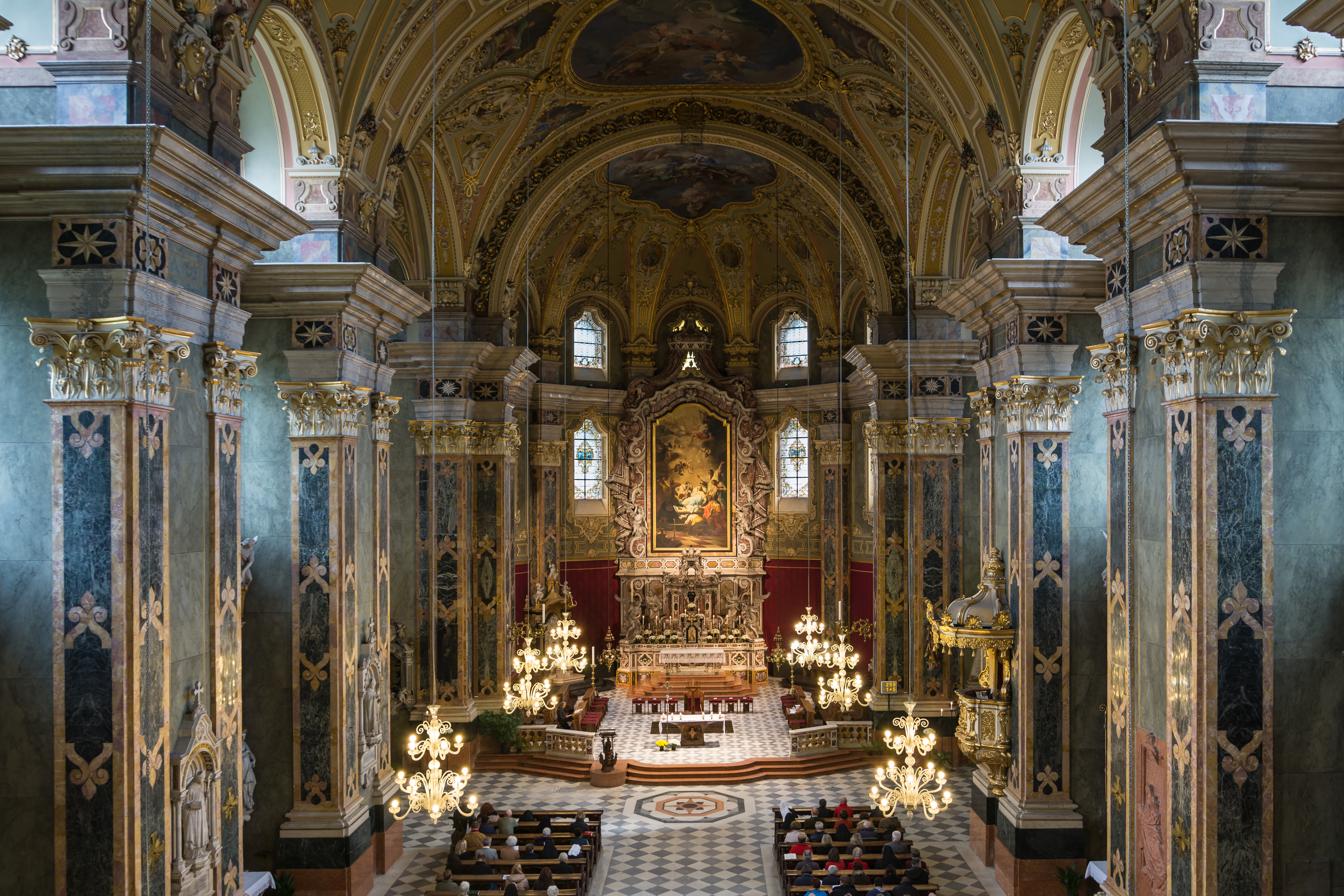
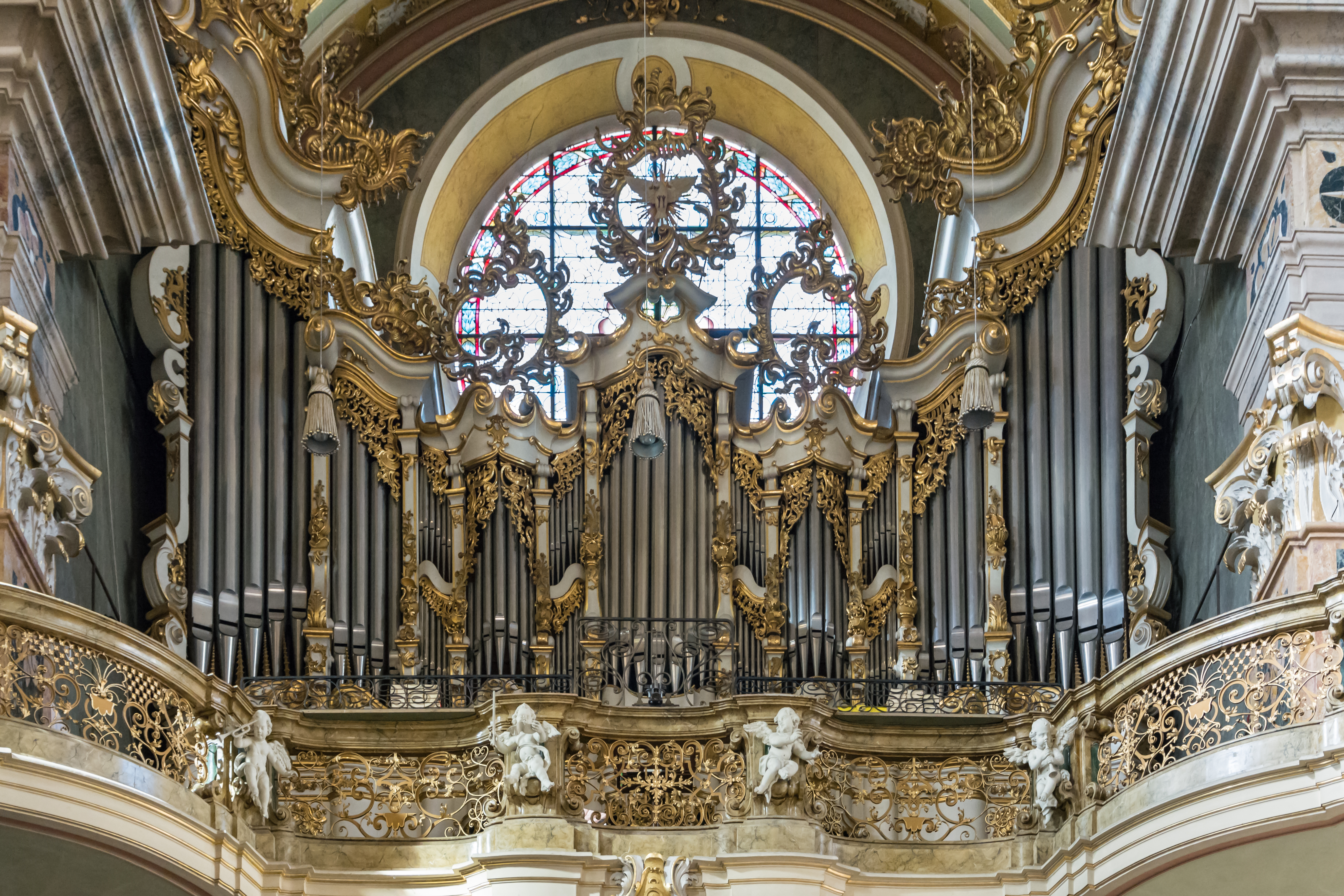
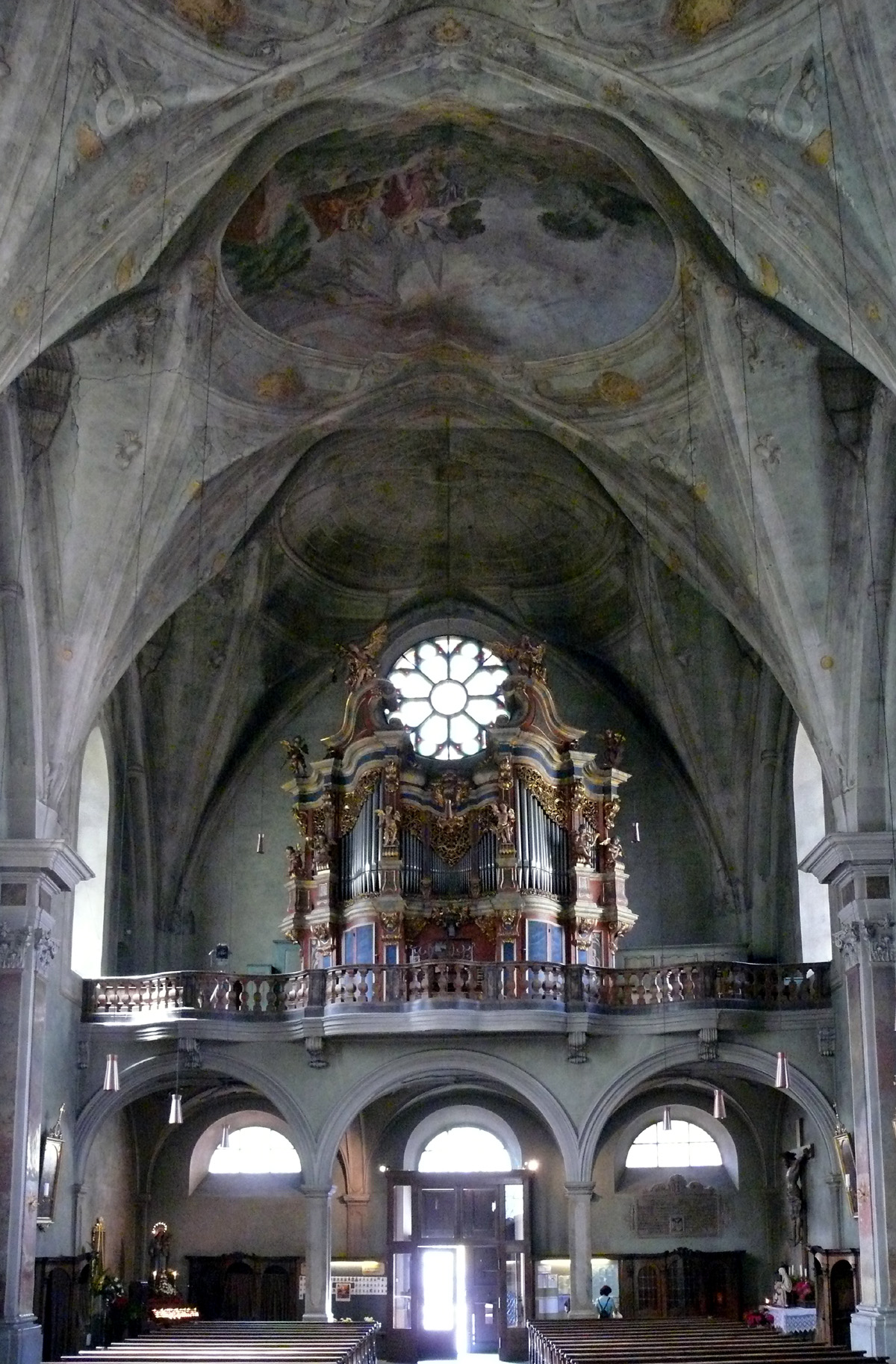
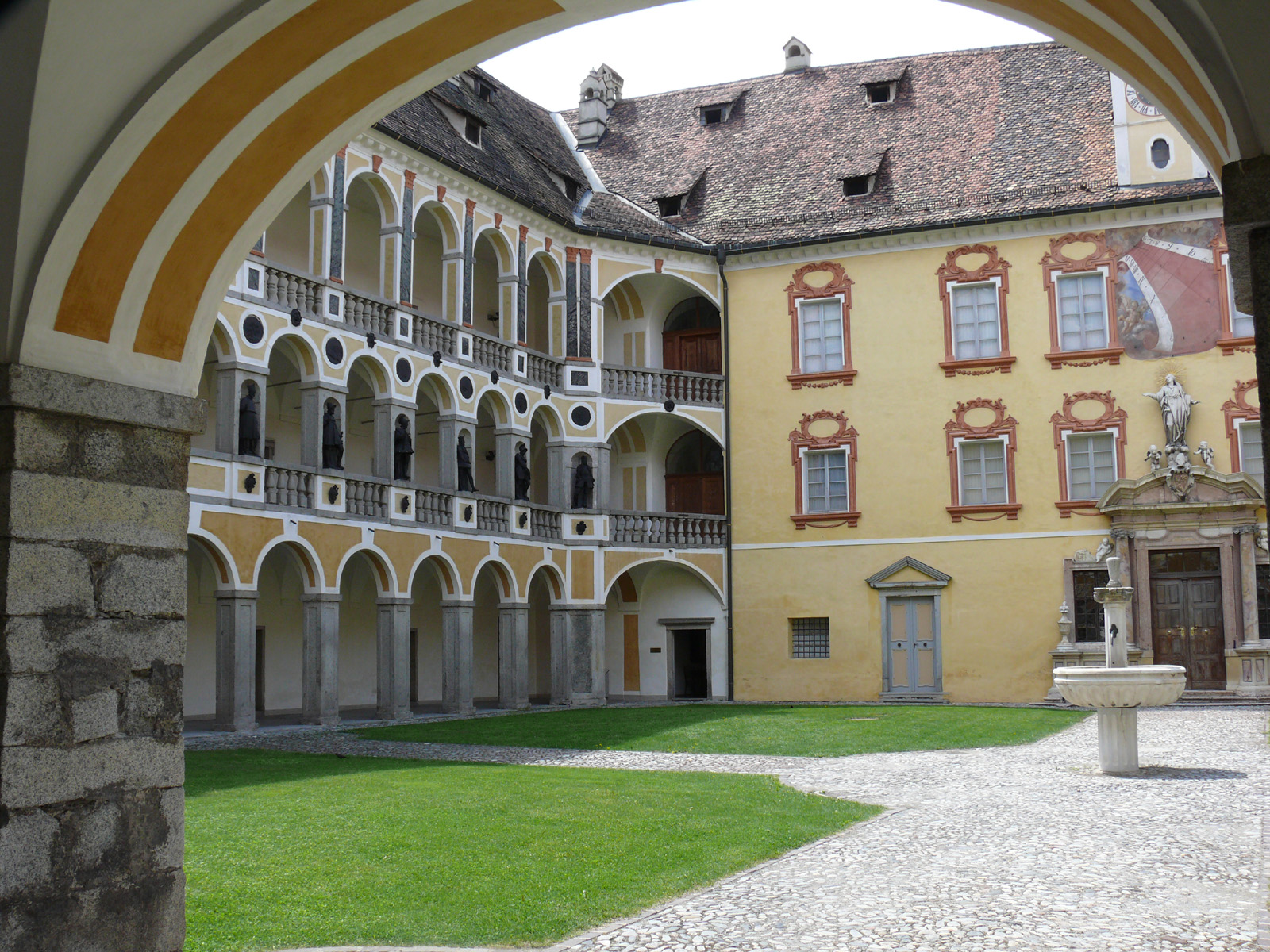
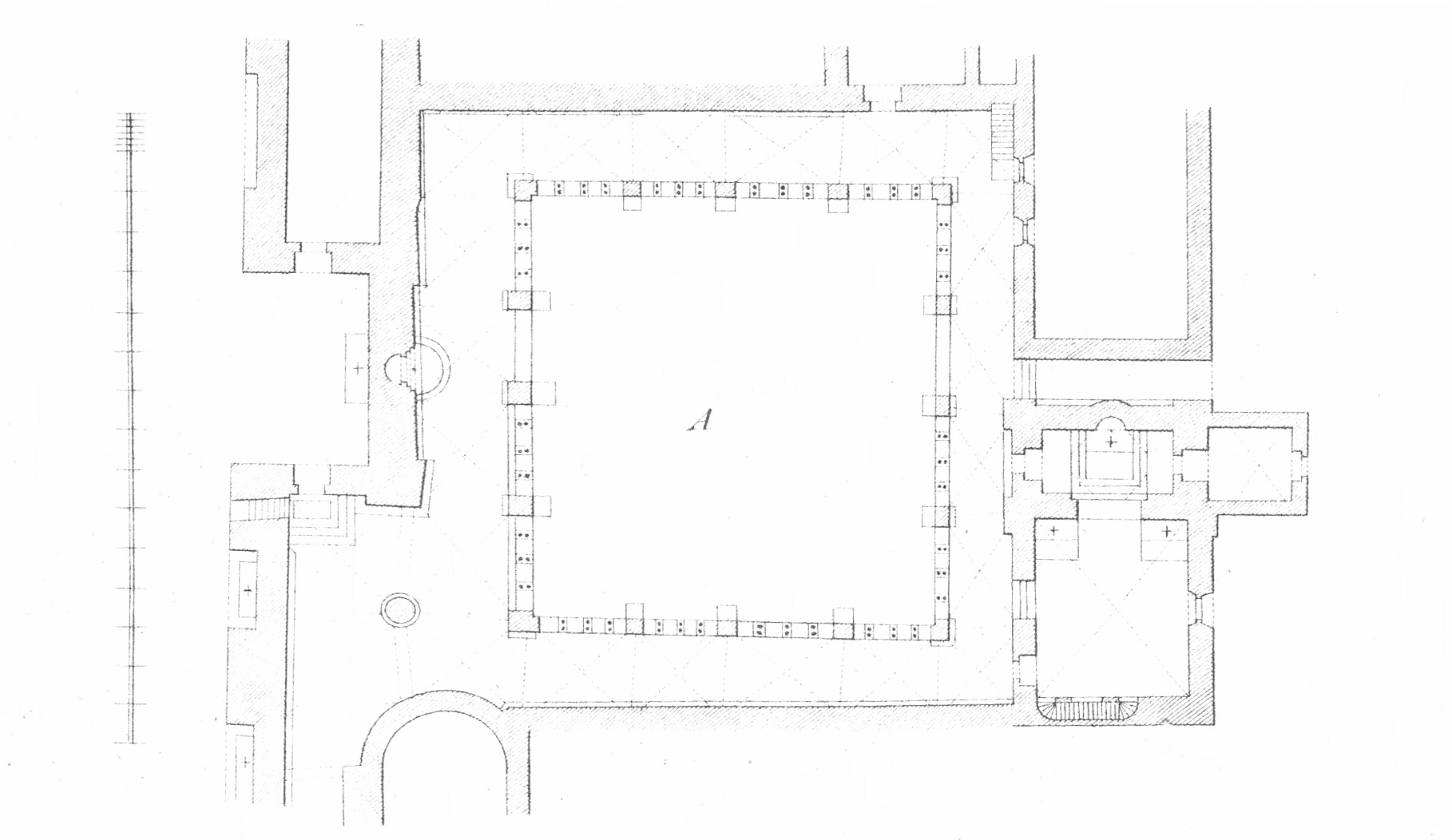

| 参数     | 测量    |
| -------- | ------- |
| 长度     | 62.70米 |
| 宽度     | 21,50米 |
| 中殿高度 | 22,70米 |
| 北塔高度 | 65,80米 |
| 南塔高度 | 65,37米 |

堂内拥有众多精美的壁画，三个古老的管风琴。